# Тичина Євген Григорович

Павло Тичина та Євген Тичина. 1929 рік

Євге́н Григо́рович Тичи́на (21 січня (2 лютого) 1895 — 1955) — український педагог та хоровий диригент, регент Новобасанської парафії УАПЦ. Брат поета Павла Тичини.

## Біографічні відомості
Народився 21 січня (2 лютого) 1895 року в селі Піски Козелецького повіту Чернігівської губернії (нині Бобровицького району Чернігівської області) в сім'ї сільського дяка Григорія Тимофійовича Тичиніна. П'ятий син і дев'ята дитина в родині Тичин (усіх дітей було тринадцятеро, але четверо померли маленькими) .
Услід за старшими братами — Михайлом, Іваном та Павлом — батьки віддали Євгена співати в архієрейський хор у Чернігові. Там за дорученням регента хору Павло Тичина навчав свого брата нотної грамоти. Одночасно Євген навчався в Чернігівському духовному училищі.
Навчався в Києві в Українському народному університеті . 28 березня 1919 року Євгена Тичину зарахували вільним слухачем історико-філологічного факультету Кам'янець-Подільського державного українського університету .
1919 року Павло Тичина присвятив братові вірш «Плуг». Цим віршем відкривалася однойменна збірка, видана 1920 року (перед першим віршем стояло: «Дорогому братові Євгену ТИЧИНІ присвячую») . На той час Євген Тичина працював у Київській губнаросвіті . При житті поета вірш із простішою посвятою «Євгену Тичині» друкувався у збірці «Поезії» (1932), першому томі тритомника (1957), першому томі шеститомника (1961), «Вибраному» (1966).
Скупий на емоції та слова, Павло Григорович записав у щоденнику в березні 1920 року: «Женя живий! Які очі вимучені в Жені… Що в них: жах, страждання чи ненависть до людськості? Не знаю» .
На початку 1920-х років Євген Тичина займався диригентською діяльністю. 23 лютого 1923 року Музичне товариство імені Миколи Леонтовича видало Євгенові Тичині мандат на право організації хору імені Леонтовича в містечку Нова Басань на Чернігівщині (нині село Бобровицького району Чернігівської області) .
Крім того, Євген Тичина був благовісником-організатором Всеукраїнської Православної Церковної Ради, яка ставила за мету поширення Христового вчення українською мовою. Був регентом Новобасанівської автокефальної церкви.
11 квітня 1923 року Євгена Тичину заарештували. Він проходив у «Справі про організацію банди з метою підриву Радянської влади». У звинуваченні зазначено, що Євген Тичина брав участь в українізації церкви, а така робота вважалася політичним згуртовуванням. Серед вилучених в Євгена Тичини паперів були і два вірші Павла Тичини — «Розкривши Гомера» та «До кого говорить?».
Довелося Павлові Тичині рятувати свого брата. Наприкінці життя Павло Григорович занотував у щоденнику: «Як я Женю — свого брата — рятував у 1923 році. У Чернігівському ЧК т. Цікліс. Чи, може, Цепліс? Ні-ні, здається, що Цікліс. Та ще т. Новиков. Вони дуже здивовані були, що я знаю латвійську літературу» .
Згодом Євген Тичина викладав українську мову та літературу в одній із середніх шкіл Харкова. У цій же школі в середині 1930-х років навчався майбутній поет Дмитро Білоус (1920—2004). Дмитро потоваришував з учителевим сином Владиславом і став бувати в Тичин удома — у будинкові письменників «Слово». Дмитро Білоус згадував: «Самі відвідини родини Тичини справили на мене велике враження. Адже недавно, буквально всього кілька років тому, у цій квартирі жив сам Павло Григорович , і все тут освячене його іменем. І фото поета на стіні, і книжки в шафі, якими він користувався» .
Наприкінці грудня 1941 року в Полтаві керував церковним хором Полтавської церкви, настоятелем якої був Олексій (Потульницький).
Після війни Євген Тичина працював у Харківському педагогічному інституті іноземних мов. Зіновії Антончак із Самбора, яка, закінчивши педагогічне училище, вступала до цього інституту, запам'ятався такий епізод :
| «Вступний іспит з української літератури приймав Євген Тичина, рідний брат Павла Григоровича. Треба було висвітлити тему „Усна народна творчість краю“. Екзаменатор приємно здивувався великою кількістю коломийок і пісень, які я знала. Спитав, чи можу їх процитувати. Я відповіла: „Не лише процитувати, а й проспівати“. Після цього з Євгеном Григоровичем зав'язалася щира розмова. Особливо уважно слухав він про нашого земляка Івана Франка. На знак пошани до нього під час моєї відповіді підвівся і слухав, стоячи». |
Помер Євген Тичина 1955 року. У будинку «Слово» (п'ятий поверх, квартира 15) тепер живе із сім'єю його син — Юрій Євгенович Тичина .
Син Владислав став істориком.